# Emilio Attard Alonso
Emilio Attard Alonso (València, 8 d'abril de 1915 - Rocafort, Horta Nord, 16 de desembre de 1997) fou un advocat, periodista i polític valencià.

## Biografia
Provinent d'una família de maltesos d'origen africà, estudià dret i periodisme i fou company de promoció de Dionisio Ridruejo. Fou proper ideològicament Ángel Herrera Oria i amic de Lluís Lúcia i Lúcia; milità en la Dreta Regional Valenciana i durant la guerra civil espanyola lluità en l'exèrcit republicà, tot i que un germà seu fou afusellat a Nules. En acabar la guerra li fou prohibit dedicar-se al notariat i va obrir un despatx d'advocats. Fou president del Consell d'Administració del Banc de l'Exportació i degà del Col·legi d'Advocats de València de 1962 a 1968, del que ja en fou secretari el 1956. També ha estat membre del Consell General d'Advocacia i president i Acadèmic de Nombre de l'Acadèmia Valenciana de Jurisprudència i Legislació.
Membre de l'Associació Catòlica Nacional de Propagandistes, en 1975 va entrar en política promovent una opció catòlica, molt lligada la burgesia valenciana, el Partido Popular Regional Valenciano, i com a vicepresident de la Federació de Partits Populars, que es va integrar poc després en la coalició Unió de Centre Democràtic (UCD). En les eleccions generals de 1977 i 1979, va ser elegit diputat per València, va ser president de la Comissió Constitucional i vicepresident del Congrés dels Diputats. Alhora, fou el màxim dirigent de la dreta valenciana, i juntament amb Fernando Abril Martorell i la col·laboració del diari Las Provincias, l'instigador de la campanya de fustigament anticatalana coneguda com a batalla de València, en la que aconseguí imposar en l'Estatut d'Autonomia de la Comunitat Valenciana de 1982 bona part de la simbologia blavera. Va proposar, en clau de consens i el mateix dia de votació en el Congrés del conegut com Estatut de Benicàssim, la nomenclatura actual de "Comunitat Valenciana", davant les diferents propostes de la UCD i l'esquerra. Els primers advocaven per la nomenclatura de Regne de València; mentre que l'esquerra proposava el nom de País Valencià, terme que era utilitzat en el període preautonòmic. Anys més tard, concedí una entrevista al setmanari El Temps en la qual reconegué textualment "la imbecil·litat de 'Comunitat Valenciana' és meua" (revista n°382 de 14 d'octubre de 1991).
Després de l'ensulsiada de la UCD després de les eleccions generals espanyoles de 1982 es retirà de la política i fou Conseller d'Estat (1982-1985), professor de dret polític i doctor honoris causa per la Universitat Politècnica de València el 1993.

## Condecoracions
Se li va concedir la Gran Creu de Cavaller de l'Orde d'Isabel la Catòlica (1978), la Creu d'Honor de San Ramon de Penyafort (1968) i l'Orde del Mèrit Constitucional (1988).

## Obres
- Vida y muerte de UCD (1983)
- Conviviendo en libertad (1986)
- La constitución española por dentro
- Constitucionalismo español: 1808-1978 (1988)
- Mi razón política (1994)
- Diccionario ideológico político de la transición (1995)
- Bosquejo histórico-político de la España contemporánea (1996).